# ヤレニス・カスティージョ
ヤレニス・カスティージョ（Yalennis Castillo Ramírez 1986年5月21日- ）はキューバのオルギン出身の柔道選手。階級は70kg級及び78kg級。身長172cm。

## 人物
70kg級の選手としてパンナム選手権で優勝するなど国際大会で活躍していたが、2008年北京オリンピックには突如として1階級上の78kg級に出場して決勝まで進むものの、地元中国の楊秀麗に1-2の微妙な判定で敗れて銀メダルにとどまった。その後は本格的に78kg級に参戦することになったが、ロンドンオリンピックには出場できずに終わった。2014年には復帰すると、パンナム選手権で優勝した。2016年のリオデジャネイロオリンピックでは5位だった。

## 主な戦績
- 2004年 - パンナム選手権　78kg級　3位　無差別　3位

70kg級での戦績
- 2005年 - オーストリア国際　3位
- 2005年 - ドイツ国際　5位
- 2006年 - フランス国際　5位
- 2006年 - パンナム選手権　優勝
- 2006年 - ワールドカップ団体戦　2位
- 2006年 -青島国際　3位
- 2007年 - ベルギー国際　2位
- 2007年 - オーストリア国際　3位
- 2007年 - 世界選手権　7位
- 2007年 - 世界柔道団体選手権大会　2位
- 2008年 - ベルギー国際　2位
- 2008年 - ドイツ国際　優勝
- 2008年 - パンナム選手権　2位

78kg級での戦績
- 2008年 - 北京オリンピック　2位
- 2010年 - パンナム選手権　2位
- 2010年 - ワールドカップ・マルガリータ島　2位
- 2011年 - ベルギー国際　優勝
- 2011年 - パンナム選手権　3位
- 2011年 - グランドスラム・リオデジャネイロ　5位
- 2011年 -パンアメリカン競技大会　3位
- 2012年 - ベルギー国際　優勝
- 2012年 - パンナム選手権　2位
- 2014年 - パンナム選手権　優勝
- 2014年 - グランプリ・ハバナ　3位
- 2014年 - 世界選手権　7位
- 2015年 - パンナム選手権　3位
- 2015年 -パンアメリカン競技大会　3位
- 2016年 -　グランプリ・ハバナ　5位
- 2016年 -　ヨーロッパオープン・ローマ　優勝
- 2016年 - パンナム選手権　3位
- 2016年 -　グランプリ・アルマトイ　3位
- 2016年 - リオデジャネイロオリンピック 5位

(出典、JudoInside.com)。